# أنتوني هاميلتون (لاعب سنوكر)
أنتوني هاميلتون (بالإنجليزية: Anthony Hamilton) هو لاعب سنوكر بريطاني، ولد في 29 يونيو 1971 في نوتنغهام في المملكة المتحدة.

## روابط خارجية
- أنتوني هاميلتون على موقع CueTracker.net (الإنجليزية)
- أنتوني هاميلتون على موقع بطولة العالم للسنوكر (الإنجليزية)
- أنتوني هاميلتون على موقع اللجنة الأولمبية الصينية (الإنجليزية)